# Jörg Föste
Jörg Föste (* 29. November 1960 in Solingen) ist ein deutscher Unternehmer, ehemaliger Handball-Abteilungsleiter und war von Januar 2013 bis Juli 2015 Geschäftsführer des Handball-Bundesligisten Bergischer HC.

## Leben
Föste besuchte die Grundschule Bünkenberg-Widdert, anschließend das Gymnasium Schwertstraße in Solingen. Nach seinem Abitur studierte er Wirtschaftswissenschaften mit Schwerpunkt Betriebswirtschaftslehre an der Bergischen Universität Wuppertal. Nach seinem Studium gründete er das Unternehmen Föste-Werbe-Agentur, das heute unter dem Namen Conceptum über 30 Mitarbeiter beschäftigt. Er erlangte durch regionale Projekte große Aufmerksamkeit, unter anderem bei der Restauration des Ohligser Rathauskomplexes.

## Karriere als Handball-Funktionär
Föstes erste Tätigkeit im Handball war 1989 die Übernahme der Abteilungsleitung des Sportrings Höhscheid, der 1998 mit der PSVg Jahn Solingen in der SG Solingen aufging. 1992 stieg er in die Oberliga, 1994 schließlich in die 3. Liga auf. 1995 gelang ihm die Verpflichtung bekannter Akteure wie des Trainers Bob Hanning (heute Geschäftsführer des Erstligisten Füchse Berlin) sowie den Spielern Florian Kehrmann (heute deutscher Nationalspieler beim TBV Lemgo) und Torsten Jansen (deutscher Nationalspieler und Trainer beim HSV Hamburg). Schon 1996 stieg der Verein in die 2. Bundesliga auf. Von 1996 bis 1998 pausierte Föste, anschließend war er Teil des Wirtschaftsrats der SG Solingen. Bereits im Jahr 2000 verbuchte der Verein den Aufstieg in die Handball-Bundesliga, zwei Jahre später folgte der erste Abstieg.
2006 war Föste schließlich Gründungsmitglied und Gesellschafter des Bergischen HC, der aus einer Fusion der SG Solingen mit dem benachbarten LTV Wuppertal entstand. Zugleich war er Beisitzer bei der Gründung der Group Club Handball, einem Zusammenschluss mehrerer europäischer Top-Vereine. 2010 wurde er Beiratsmitglied des Bergischen HC, ein Jahr später stieg er auch mit diesem Verein in die Handball-Bundesliga auf. Nach dem Wechsel von Stefan Adam zum deutschen Rekordmeister THW Kiel wurde Föste im Januar 2013 Geschäftsführer des Bergischen HC.